# Gymnoscelis poecilimon
Gymnoscelis poecilimon là một loài bướm đêm trong họ Geometridae.